# بيار كي كاهاني
بيار كي كاهاني (بالهندية: प्यार की कहानी) (بالإنجليزية: Pyar Ki Kahani)‏ بالعربية معناه قصة حب هو فيلم درامي رومانسي هندي باللغة الهندية عام 1971 من إخراج رافيكانت ناغايش. إنه إعادة إنتاج للفيلم التاميلي لعام 1964 كاي كودوثا ديفام. الفيلم من بطولة أميتاب باتشان وتانوجا.

## حبكة
على الرغم من مؤهلاته العالية، لم يتمكن رام تشاند (أميتاب باتشان) من الحصول على عمل مناسب، فيعمل كعامل مساعد في إحدى المنظمات. في أحد الأيام، يلتقي مع رافي تشاند (أنيل داوان)، الذي على وشك الانتحار، فينصحه بعدم القيام بذلك، كما يسمح له بالعيش معه. يحصل رافي على وظيفة في نفس مكتب رام، وإن كان كمدير، ويقع في حب زميلة في العمل تدعى لاتا (فريدة جلال) ويتزوجها. يريد والدا رام أن يتزوج أيضًا، فيذهب لرؤيتهم ويلتقي بعروسه المستقبلية، كوسوم شارما (تانوجا). يرسل رام صورة كوسوم للموافقة عليها إلى رافي ولاتا، ويشعر بخيبة أمل عندما يعلم أن رافي لا يوافق على كوسوم. عندما يحاول رام معرفة السبب وراء عدم موافقته، يقدم رافي إجابات غامضة للغاية، ويأخذ رام على عاتقه معرفة السبب وراء عدم موافقة رافي على كوسوم كثيرًا. حينها سيتعرف رام على الحقيقة المروعة وراء العلاقة بين كوسوم ورافي، وحول سمعة كوسوم.

## الممثلون
- أميتاب باتشان في دور رام
- تانوجا في دور كوسوم شارما
- فريدة جلال في دور لاتا
- أنيل داوان في دور رافي
- بيبين جوبتا في دور مهاديف شارما
- مادو تشاندا في دور شاكونتالا شارما
- أغا كمحامي ن. براساد
- بريم تشوبرا في دور بانكي
- موكري كعضو في حزب بانكي
- موهان شوتي كعضو في حزب بانكي
- بيربال كعضو في حزب بانكي
- يونس برفيز في دور جولابشاند (والد رام)
- برافين بول في دور والدة رام
- ديبانجان ساها بدور طالب العلوم

## إنتاج
تم منح الدور الرئيسي في البداية إلى جيتندرا، ولكن بسبب الحد الأقصى الذي فرضته صناعة الأفلام وهو 6 أفلام كحد أقصى يمكن للممثل القيام بدور رئيسي فيها، كان على جيتندرا التخلي عن هذا الفيلم لأنه كان يصور 6 أفلام في ذلك العام؛ ذهب الدور إلى أميتاب باتشان.

## الموسيقى التصويرية
| الرقم | العنوان                                                  | المغنيون                       |
| ----- | -------------------------------------------------------- | ------------------------------ |
| 1     | "كوي أور دنيا مين تومسا"                                 | محمد رفيع                      |
| 2     | "إيك بات كي بات باتاون صن"                               | محمد رفيع                      |
| 3     | "بيبي تو تشوتي هاي"                                      | لاتا مانغيشكار، أوشا مانغيشكار |
| 4     | "إيك خبر آيي سونو"                                       | كيشور كومار، لاتا مانغيشكار    |
| 5     | "جوري أو جوري، تشوري هو تشوري، ميرا جيا لو جايي تشاكوري" | كيشور كومار                    |

## روابط خارجية
- بيار كي كاهاني على موقع IMDb (الإنجليزية)
- بيار كي كاهاني على موقع روتن توميتوز (الإنجليزية)
- بيار كي كاهاني على موقع أول موفي (الإنجليزية)
- بيار كي كاهاني على موقع قاعدة بيانات الفيلم (الإنجليزية)
- بيار كي كاهاني على موقع ليتربوكسد (الإنجليزية)
- بيار كي كاهاني على موقع كينوبويسك (الروسية)